# Pterocallis essigi
Pterocallis essigi är en insektsart som beskrevs av Quednau 2003. Pterocallis essigi ingår i släktet Pterocallis och familjen långrörsbladlöss. Inga underarter finns listade i Catalogue of Life.